# Ernst Prost

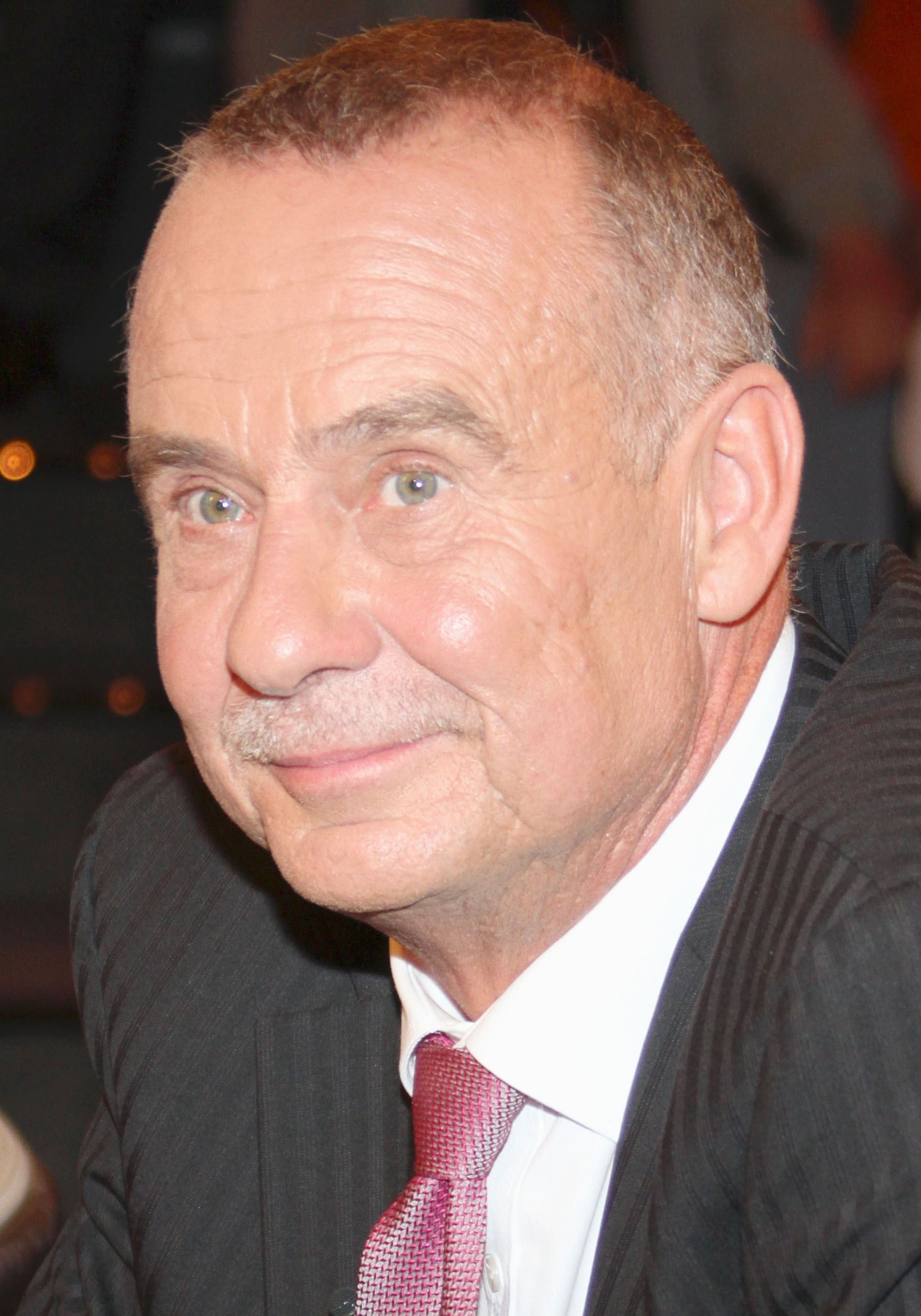
Ernst Prost, 2012 im Studio bei Markus Lanz

Ernst Prost (* 14. Februar 1957 in Altötting, Bayern) ist ein deutscher Unternehmer. Er war bis zum Verkauf seiner Unternehmensanteile an die Würth-Gruppe Ende 2017 geschäftsführender Gesellschafter des Schmiermittelherstellers Liqui Moly GmbH in Ulm, zu dem auch die Meguin GmbH & Co. KG Mineralölwerke in Saarlouis gehören. Bis Ende Februar 2022 war er als Geschäftsführer beider Unternehmen tätig.

## Berufliche Laufbahn
Prost, Sohn eines Maurers und einer Fabrikarbeiterin, besuchte die Volksschule in Kissing, anschließend Realschulen in Friedberg (Bayern) und Wertingen. In Donauwörth machte er eine Ausbildung zum Kfz-Mechaniker. 1978 begann er beim Autopflegemittel-Hersteller Sonax in Neuburg an der Donau als Junior-Verkäufer und stieg bis zum Marketingleiter auf. 1990 wechselte er als Vertriebschef zur Liqui Moly GmbH nach Ulm. Schrittweise übernahm er die Firma von der Gründerfamilie Henle. 1998 kaufte Prost die letzten Unternehmensanteile und war bis zum Verkauf seiner Anteile an die Würth-Gruppe geschäftsführender Gesellschafter; bis zu seinem Ruhestand 2022 war er angestellter Geschäftsführer.
Um die Abhängigkeit von wenigen Großkunden zu beenden, stellte er die Vertriebsstrategie auf mehrere Kanäle (Werkstatt, Handel, SB und Industrie) um und forcierte den Export, der heute fast die Hälfte des Umsatzes ausmacht. 2006 wurden die Mineralölwerke Meguin in Saarlouis (Saarland) übernommen. Prost gab der Firma eine spezifische Unternehmenskultur, in der das Unternehmen als „Familie“ und die Beschäftigten als „Mitunternehmer“ auftreten.

## Öffentliches Auftreten
Größere öffentliche Bekanntheit erreichte Prost durch Werbekampagnen, in denen er selbst auftrat und die soziale Verantwortung seines Unternehmens für einheimische Arbeitsplätze herausstellte, so die bundesweite Anzeigenkampagne „Motorenöle. Made in Germany“ im April 2010 und eine Reihe von TV-Spots.
In der Folge nahm er mehrmals an TV-Talkrunden teil, beispielsweise bei Frank Plasberg, Markus Lanz und Anne Will und sprach sich unter anderem für Mindestlöhne und höhere Spitzensteuersätze aus. Laut Spiegel war er 2011 „der Unternehmer mit den meisten Auftritten in deutschen Talkshows“, distanzierte sich dann aber seit 2012 wieder von den Medien.
Als Mitinitiator der Initiative Vermögensteuer jetzt engagiert er sich für eine Wiedereinführung der Vermögensteuer. Zudem kritisiert er mit deutlichen Worten die Dominanz der Finanzindustrie über die Realwirtschaft und fordert eine stärkere staatliche Regulierung des Finanzsektors. Den regierenden Politikern, die nichts in diese Richtung unternähmen, wirft er in diesem Zusammenhang Korruption oder Dummheit vor.
Während der Corona-Krise 2020 bekam Ernst Prost erneut mediale Aufmerksamkeit durch seinen 1.500 €-Bonus für die gesamte Belegschaft und den Verzicht auf das eigene Gehalt. Er kritisierte zudem die Einstellung vieler Unternehmen, während der Krise Kurzarbeit anzumelden und gleichzeitig Dividenden auszuschütten.
Im Februar 2022 ist er anlässlich seines 65. Geburtstages in Ruhestand gegangen. Prost lebt seither in Reit im Winkl. In seinem Ruhestand änderte sich sein Erscheinungsbild, er sprach vom „fröhlichen Verlottern“.

## Stiftungen
Ende 2010 gründete Prost mit einem Stiftungskapital von 500.000 Euro aus seinem Privatvermögen die gemeinnützige Ernst Prost Stiftung, die sozial-karitative Ziele verfolgt. Dieses stockte er nach dem Verkauf seiner Anteile an der Firma Liqui Moly im Februar 2018 um weitere 3 Millionen Euro auf.
Im Jahr 2015 gründete Prost als weiteres gemeinnütziges Projekt die „Ernst Prost Foundation for Africa“, die überwiegend in Afrika ebenfalls mildtätige und sozial-karitative Zwecke verfolgt. Auch diese Stiftung erhielt zu Beginn ein Grundstockvermögen in Höhe von 500.000 Euro aus Prosts Privatvermögen und wurde im Februar 2018 um eine weitere Million Euro aufgestockt.
Im Mai 2018 wurde Ernst Prost zum Kuratoriumsmitglied der Stiftung Weltethos berufen, die der Theologe Hans Küng begründet hat.
2019 hat Ernst Prost eine dritte Stiftung gegründet; mit „Menschen für Frieden – Frieden für Menschen“ möchte er den Frieden fördern.

## Sonstiges
Im Jahr 2006 erwarb Prost das Schloss Leipheim als Wohnsitz. Die aufwändige Renovierung wurde mit dem Kultur- und Heimatpreis der Stiftung der Günzburger Volksbank gewürdigt.

## Auszeichnungen und Ehrungen
- 2020: Automarkt-Manager des Jahres 2019/2020
- 2013: Automarkt-Manager des Jahres 2012[24]
- 2012: Unternehmerpreis des Deutschen Mittelstandes 2012
- 2011: „Effie“ in Silber für den LIQUI MOLY-TV Spot
- 2011: Europakreuz in Gold des Bundesverbandes Wirtschaft-Bildung-Arbeit Deutschland
- 2011: Kompetenzpreis Baden-Württemberg für Innovation und Qualität
- 2010: Auszeichnung zum „Macher des Jahres“
- 2010: Landessieger für Baden-Württemberg beim Wettbewerb „Mutmacher der Nation“
- 2009: Ulmer Marketing Persönlichkeit[25]
- 2009: Präsident der Berufsförderungsakademien in Baden-Württemberg und Hessen des WBA.
- 2009: Ehrenpräsident des Wirtschaftskomitees Deutschland e. V.